# Metaperiscyphops insulanus
Metaperiscyphops insulanus es una especie de crustáceo isópodo terrestre de la familia Eubelidae, la única conocida de su género.

## Distribución geográfica
Es endémica de la isla de Príncipe (Santo Tomé y Príncipe).